# ژوزه
ژوزه نامی مردانه با ریشه پرتغالی است. که می‌تواند به افراد زیر اشاره داشته‌باشد:
- ژوزه فونت، بازیکن فوتبال اهل پرتغال
- ژوزه مورایس، مربی فوتبال اهل پرتغال
- ژوزه یکم، پادشاه پرتغال
- ژوزه جووانی، کارگردان فیلم، فیلم‌نامه‌نویس، رمان‌نویس، و نویسنده اهل سوئیس
- ژوزه پادیلا، کارگردان برزیلی
- ژوزه آلتافینی، بازیکن فوتبال ایتالیایی
- ژوزه توره، بازیکن فوتبال فرانسوی
- ژوزه د آلنکار، روزنامه‌نگار، سیاست‌مدار، وکیل، منتقد ادبی، و نویسنده اهل برزیل
- فیلیپ ژوزه فارمر، رمان‌نویس و نویسنده داستان کوتاه اهل ایالات متحده آمریکا
- ژوزه زونیگا، بازیگر آمریکایی
- ژوزه آلبرتو کاستا، بازیکن و مربی فوتبال پرتغالی
- ژوزه سارنی، سیاستمدار، وکیل و نویسنده برزیلی
- ژوزه کلایتون، بازیکن فوتبال برزیلی
- ژوزه مکیا، مربی فوتبال برزیلی
- ژوزه کارلوس جونیور، بازیکن فوتبال برزیلی
- ژوزه فاریا، بازیکن و مربی فوتبال برزیلی
- ژوزه پینیرو، کارگردان فرانسوی
- ژوزه کاتیو، دوچرخه‌سوار فرانسوی
- ژوزه فیولو، شناگر برزیلی
- ژوزه ساراماگو، نویسنده پرتغالی
- ژوزه ماریا ده اسا ده کیروش، نویسنده، ژورنالیست، و دیپلمات پرتغالی
- ژوزه-ماریا دو اردیا، شاعر فرانسوی
- ژوزه تادئو مورو ژونیور، بازیکن فوتبال برزیلی
- ژوزه د آنچیتا، مبلغ یسوعی اسپانیایی در کشور برزیل
- ژوزه موریرا، شناگر برزیلی
- ژوزه روماو، مربی فوتبال پرتغالی
- ژوزه مائورو ده واسکونسلوس، نویسنده و بازیگر برزیلی
- ژوزه بوستانی، دیپلمات برزیلی
- ژوزه بوسینگوا، بازیکن فوتبال پرتغالی
- ژوزه د کاور، دوچرخه‌سوار بلژیکی
- ژوزه کارلوس ده آلمیدا، بازیکن فوتبال برزیلی
- ژوزه پاوولس، دوچرخه‌سوار بلژیکی
- ژوزه تکشارا، مربی فوتبال برزیلی
- ژوزه بئار، دوچرخه‌سوار فرانسوی
- ژوزه گارسیا، بازیگر اسپانیایی-فرانسوی
- ژوزه سامن، دوچرخه‌سوار بلژیکی
- ژوزه برواسار، بازیکن فوتبال فرانسوی
- ژوزه نپوموسنو، کارگردان فیلیپینی
- ژوزه مورینیو، بازیکن و مربی فوتبال پرتغالی
- ژوزه دولم، اتومبیل‌ران فرانسوی
- ژوزه مانوئل باروزو، سیاستمدار پرتغالی
- ژوزه لینهارس، سیاستمدار برزیلی
- ژوزه ادوآردو دوس سانتوس، سیاستمدار آنگولایی
- فرناندو ژوزه دی فرانکا دیاز ون-دونم، سیاستمدار آنگولایی
- آنتونیو ژوزه کونسیسائو اولیویرا، بازیکن فوتبال پرتغالی
- ژوزه آلدو، رزمی‌کار برزیلی
- ژوزه سوکراتس، سیاست‌مدار و مهندس پرتغالی
- ژوزه فرناندز، بازیکن بیسبال کوبایی-آمریکایی